# 日暮矢麻人
日暮 矢麻人（ひぐらし やまと、1999年6月16日 - ）は、神奈川県秦野市出身の元プロ野球選手（外野手）。左投左打。プロでは育成選手であった。

## 経歴

### プロ入り前
小学校1年生の頃から「秦野ペッカーズ」で野球を始める。
秦野市立西中学校では、リトルシニア加盟の「中井リトルシニア」に所属。同校の部活動では、陸上部にも所属していた。3年生の12月に中華民国（台湾）で行われた第12回日台国際野球大会（阿里山盃）において、南関東支部選抜に選出される。
高校は、松田町の立花学園高校に進学。1年生の夏からベンチ入りし、2年生の秋から投手兼外野手としてレギュラーに定着。甲子園出場経験は無いが、3年生の夏の第99回全国高等学校野球選手権神奈川大会において、7月23日に行われた氷取沢高校との5回戦で、自身の1本塁打を含めチームで1試合5本塁打を放ち、神奈川大会タイ記録を樹立する 。ノーシードながら2011年以来、6年振りに準々決勝に進出するが、日本大学高校に4対6で敗れる。
2017年10月26日に行われたプロ野球ドラフト会議にて、福岡ソフトバンクホークスから育成選手5巡目指名され、11月21日、横浜市内にて入団交渉を行い、支度金300万円、年俸360万円(金額は推定)で契約合意に達し 、12月7日、福岡市内のホテルで入団発表会見が行われた。背番号は139。

### プロ入り後
2018年、二軍公式戦の出場機会はなく、三軍戦で65試合に出場し、打率.174、4盗塁、16打点を記録する。
2019年、二軍公式戦の出場に1試合出場。三軍戦においては、85試合に出場し、打率.240、3本塁打、31打点を記録する。
2020年、二軍公式戦の出場は無く、三軍戦においては、33試合に出場し、打率.191、1本塁打、2打点を記録する。 11月4日、球団より戦力外通告を受ける。2017年の育成ドラフト指名選手の中では支配下登録を経験しないまま退団する唯一の選手となってしまった。12月7日、明治神宮野球場で行われた12球団合同トライアウトに参加。

### 引退後
2021年よりホークスジュニアアカデミーのコーチに就任。

## 選手としての特徴
- 高校通算12本塁打ながら、3年生夏の神奈川大会では場外弾を放ったスラッガー[15]。
- 打球の速さと飛距離は高校トップレベル。鍛えていけば非常に楽しみな素材[16]。

## 詳細情報

### 年度別打撃成績
- 一軍公式戦出場なし

### 背番号
- 139 （2018年 - 2020年）

### 登場曲
- 「No Brainer」DJ Khaled（2019年）
- 「SWISH」Tyga（2019年）
- 「Bounce feat.Santaworld」Leon Fanourakis （2020年）
- 「Back when I was Broke」Skinny from the 9 （2020年）